# 25
Glej tudi: število 25
25 (XXV) je bilo navadno leto, ki se je po julijanskem koledarju začelo na ponedeljek.

## Dogodki
- obnovljena dinastija Han na Kitajskem.